# أولميدا ديل ري
بلدية أولميدا ديل ري (بالإسبانية: Olmeda del Rey)، هي إحدى بلديات مقاطعة قونكة إحدى مقاطعات إسبانيا، والتي تقع في منطقة قشتالة لا منتشا وسط البلاد، والمائلة لجهة الشرق من إسبانيا.
يبلغ عدد سكانها 197 نسمة وفقاً لإحصائية سنة (2007).